# 이노뎁
이노뎁(InnoDep)는 대한민국의 CCTV 관제플랫폼 기업이다.
주소는 서울특별시 금천구 디지털로9길 47 9층이고 대표이사는 이성진이다. 외국인 지분율은 0.29%이다.

## 제품
주차와 출입통제의 통합 솔루션

## 상장
하이투자증권을 주관사로 18,000원을 공모가로 2021년 6월 18일에 상장하였다.

## 같이 보기
- CCTV

## 참고문헌
1. ↑  SKT-이노뎁, AI 영상관제 솔루션 상용화, 더일렉, 2023.07.18
2. ↑  [26064432_303530.pdf 이상헌, 하이투자증권 분석보고서 이노뎁 2023-06-26]
3. ↑  이주영, SKT-이노뎁, AI기반 차세대 영상관제 솔루션 출시, AI 타임즈, 2023.07.18
4. ↑  최윤희, 한국IR협의회 기술분석보고서 이노뎁 2023.11.09.[깨진 링크(과거 내용 찾기)]
5. ↑  윤서정, 국내외 대표 보안기업의 2023년 출사표-12 이노뎁, 보안뉴스, 2023-03-13
6. ↑  최승현, 코스닥 상장 앞둔 이노뎁 "스마트시티 선도 기업 되겠다", 비즈팩트, 2021.06.02